# ۴۹ ذات‌الکرسی
۴۹ ذات‌الکرسی یک ستاره است که در صورت فلکی ذات‌الکرسی قرار دارد.